# 스모크 시그널스
스모크 시그널스(Smoke Signals)는 미국에서 제작된 크리스 아이르 감독의 1998년 영화이다. 아담 비치 등이 주연으로 출연하였고 래리 이스티스 등이 제작에 참여하였다.

## 출연

### 주연
- 아담 비치
- 에반 애덤스

### 조연
- 아이린 베다드
- 게리 파머
- 탄투 카디날
- 코디 라이트닝

## 제작진
- 공동제작: 크리스 아이르
- 라인프로듀서: 브렌트 모리스
- 미술: 찰스 암스트롱
- 의상: 로널드 리몬
- 배역: 코린 메이어스